# Gong Xian
Gong Xian (en xinès simplificat : 龚贤; xinès tradicional: 龔賢; pinyin: Gōng Xián) fou un pintor xinès nascut a Kunshan, província de Jiangsu, el 1618 (encara que no és una data no ben determinada perquè algunes fonts indiquen el 1617 i altres el 1620). Va morir el 1689. Se'l considera l'artista més important dels Vuit Mestres de Jinling. També va ser un escriptor en prosa i un expert cal·lígraf. Va morir en la pobresa.
Pintor paisatgista que va fer de les muntanyes el seu tema preferit. També els salzes són freqüents en les seves pintures.
Home lleial a la dinastia Ming ex va haver d'exiliar per evitar represàlies dels representants de la nova dinastia Qing i fou llavors quan va desenvolupar els estils "llum Gong" i "foscor Gong". El primer es caracteritza per una tendència lineal dispersa, de tints clars i sense gaire textura. El segon, més madur, es caracteritza per muntanyes de textura densa realitzades per la superposició de capes de diferents tons.